# Додд, Трэвис
Трэвис Додд (англ. Travis Garth Dodd род. 6 января 1980[…], Аделаида) — австралийский футболист, нападающий и полузащитник, наиболее известный своими выступлениями за «Аделаида Юнайтед», с которым он выиграл чемпионат A-Лиги в сезоне 2005/06. Также играл за такие клубы, как «Перт Глори», «Паниониос» и другие. После завершения карьеры стал тренером и ассистентом в различных клубах.

## Биография
Трэвис Додд родился 6 января 1980 года в Аделаиде, Австралия. Свою профессиональную карьеру он начал в 1995 году в клубе «Аделаида Сити», где провёл два сезона, сыграв 14 матчей и забив 5 голов. В 1999 году он перешёл в «Ньюкасл Брейкерс», а затем играл за «Ньюкасл Юнайтед Джетс» и «Парраматта Пауэр».
В 2004 году Додд переехал за границу, играя за малайзийский клуб «Джохор Дарул Тазим» и греческий «Паниониос». В составе «Паниониос» он отметился голом в матче Кубка УЕФА против итальянского «Удинезе».
В 2005 году Додд вернулся в Австралию, присоединившись к «Аделаида Юнайтед». В составе клуба он выиграл чемпионат A-Лиги в сезоне 2005/06 и стал первым австралийским игроком, забившим хет-трик в Лиге чемпионов АФК в матче против вьетнамского «Донг Там Лонг Ан». В 2008 году он стал капитаном команды и провёл более 100 матчей за клуб.
В 2011 году Додд перешёл в «Перт Глори», где провёл три сезона, но его карьера была омрачена травмой передней крестообразной связки в 2013 году, которая вывела его из строя на год. В 2016 году он завершил карьеру в клубе «МетроСтарс».

## Международная карьера
Додд выступал за сборную Австралии, сыграв 2 матча и забив 1 гол. Его дебют состоялся 16 августа 2006 года в матче против Кувейта, где он стал первым аборигеном, забившим за сборную Австралии.

## Тренерская карьера
После завершения игровой карьеры Додд начал работать тренером. Он был ассистентом в клубах «Бэйсуотер Сити», «МетроСтарс» и «Аделаида Юнайтед (W-League)». С 2020 года он возглавлял «Кройдон ФК».